# Ян Флемінг
Ян або Ієн Ла́нкастер Фле́мінг (28 травня 1908, Лондон, Англія — 12 серпня 1964, Кент, Англія) — британський письменник і журналіст, автор романів про супершпигуна Британської таємної служби Джеймса Бонда. Визнаний у 2008 газетою «The Times» одним із «50 великих британських письменників від 1945 року».
Окрім детективних творів, відомий також як дитячий письменник. За одним з його творів був поставлений фільм-мюзикл Чих-Чих-Бум-Бум.

## Життєпис
Народився Ієн Флемінг у заможній  родині члена парламенту майора Валетина Флемінга і Евелін Сен-Круа Флемінг. Всього у родині було четверо дітей, Ієн був другим за народженням. Дядько Яна Філіп Флемінг був олімпійським чемпіоном 1912 року з академічного веслування у складі вісімки.  Батько Валентин Флемінг крім високої посади був військовослужбовцем у  військово-морській розвідці. Загинув під час Першої світової війни у 1917 році, коли Ієн був зовсім юним.  Ієн Флемінг розпочав навчання у приватному Ітонському коледжі (1921 рік), мав  значні успіхи у спорті, але із-за бунтівного характеру і поганої дисципліни змушений був залишити заклад.   Продовжив освіту в Королівській воєнній академії в Сендхерсті,  відвідував публічні школи в Дорсеті й Беркширі, вищу освіту здобув у Мюнхенському й Женевському університетах. Ієн Флемінг поміняв багато професій - після невдачі на співбесіді у МЗС Великобританії, став журналістом, потім змінив цю область діяльності на банківську справу, працював біржевим маклером і фінансистом. Врешті він опинився на  службі у військово-морській розвідці, як і його батько - Валентин Флемінг,  і саме ця галузь  виявилась для нього успішною. 
У 1939 році Ієн Флемінг став помічником контр-адмірала Джона Годфрі, був учасником  розробки  секретних операцій  і шпигунських стратегій. Під його керівництвом проходила операцію по звільненню військовополонених у Норвегії,  операція по розшуку лабораторій, де виготовлялись ракети "Фау", координація співпраці із союзниками у США. У 1941 -1942 роках був призначений відповідальним за операцію "Золоте Око": план підтримки розвідувальної бази в Іспанії на випадок захоплення території Німеччиною. У 1942 році Флемінг сформував загін британських командос, який спочатку займався збором розвідданих, а потім став відомим як 30-й штурмовий загін. У польових умовах із підрозділом Ієн не знаходився, але керував операціями із тилу і обирав ціль.
Крім того він створив і керував ще одним функціональним підрозділом розвідки T-Force. У Національному архіві в Лондоні, зберігаються документи, де описані головнфі функції підрозділу: «T-Force = Цільова група, для охорони та забезпечення безпеки документів, осіб, обладнання бойовим та розвідувальним персоналом після захоплення великих міст, портів тощо на звільненій та ворожій території".
Демобілізувався Флемінг  у травні 1945 року, але завершив службу 16 серпня 1952 року - виключений із  дійсного списку RNVR у званні командира-лейтенанта.
Після демобілізації працює  журналістом, координує напрямок діяльності видання «The Sunday Times» у роботі із  закордонними кореспондентами.
Особисте життя після багатьох стосунків Ієн Флемінг влаштував, одружившись у 1952 році з баронесою Енн O'Ніл. 
Ієн Флемінг помер у 1964 році після повторного інфаркту у  новопридбаному маєтку у Великій Британії – в замку XVIII століття в Кентербері.

## Літературна діяльність
Літературна "бондіада" Флемінга розпочалася у 1953 році виданням книги "Казино "Рояль" і продовжувалася до 1966 року. За цей період вийшло  12 романів та дві збірки оповідань.  Здобутий на практиці  роботи Флемінга у розвідці та журналістиці,  життєвий досвід  допоміг  йому у створенні літературного персонажу, який миттєво став британським героєм. Перше видання книги розійшлося мільйонними тиражами. При житті письменника було продано 30 мільйонів екземплярів його книг, після смерті Флемінга продажі його творів виросли вдвічі.
По смерті письменника нащадки організували Видавництво Яна Флемінга, і декілька відомих письменників отримали право на продовження серії книг про пригоди агента 007,  отже творцеві знаменитої серії забуття не загрожує ще дуже довго. Загальна кількість друкованих примірників Бондіади, які розійшлись по всьому світу, перевищує 100 мільйонів.
У  2002 році Ian Fleming Publications оголошено про приз CWA Ian Fleming Steel Dagger, яким асоціація письменників-криміналістів нагороджуватиме  за кращий трилер, пригоди або шпигунський роман, виданий у Великобританії.

## Українські переклади
- Ян Флемінг, Із Росії — з любов'ю. Переклад з англійської: Валерій Грузин. Київ: «Молодь», 1991. 192 стор. ISBN 5-7720-0747-5
  - (передрук) Ян Флемінг, Із Росії — з любов'ю. Переклад з англійської: Валерій Грузин. Київ: «Амадей». 1998. 248 стор. ISBN 966-95281-3-5; ISBN 966-95281-4-3

- Ієн Флемінг, Казино «Руаяль». Переклад з англійської: Алекс Антомонов. Тернопіль: НК-Богдан. 2018. 200 стор. ISBN 978-966-10-5502-4